# Sveti Bartol (Motovun)
 Sveti Bartol  (olaszul:  San Bortolo) falu Horvátországban, Isztria megyében. Közigazgatásilag Motovunhoz tartozik.

## Fekvése
Az Isztria középnyugati részén, Pazintól 15 km-re északnyugatra, községközpontjától 2 km-re északkeletre a Mirna völgye felett fekszik.

## Története
1880-ban 342, 1910-ben 506 lakosa volt. Az első világháború után a rapallói szerződés értelmében Isztria az Olasz Királysághoz került. A második világháború után Jugoszlávia része lett. A település Jugoszlávia felbomlása után 1991-ben a független Horvátország része lett. 2011-ben 73 lakosa volt. Lakói  főként mezőgazdasággal, szőlőműveléssel és bortermeléssel foglalkoznak.

## Nevezetességei
Szent Bertalan tiszteletére szentelt templomát 1561-ben építették. Egyhajós épület loggiás előtérrel, homlokzata felett alacsony, nyitott kétfülkés harangtoronnyal. Oltárán védőszentjének szobra áll. A templom mögött forrás található kőből készített védőépítménnyel.

## Lakosság
| Lakosság változása | Lakosság változása | Lakosság változása | Lakosság változása | Lakosság változása | Lakosság változása | Lakosság változása | Lakosság változása | Lakosság változása | Lakosság változása | Lakosság változása | Lakosság változása | Lakosság változása | Lakosság változása | Lakosság változása | Lakosság változása |
| ------------------ | ------------------ | ------------------ | ------------------ | ------------------ | ------------------ | ------------------ | ------------------ | ------------------ | ------------------ | ------------------ | ------------------ | ------------------ | ------------------ | ------------------ | ------------------ |
| 1857               | 1869               | 1880               | 1890               | 1900               | 1910               | 1921               | 1931               | 1948               | 1953               | 1961               | 1971               | 1981               | 1991               | 2001               | 2011               |
| 0                  | 0                  | 342                | 418                | 448                | 506                | 0                  | 0                  | 558                | 448                | 324                | 184                | 144                | 97                 | 80                 | 73                 |